# Operación Persil

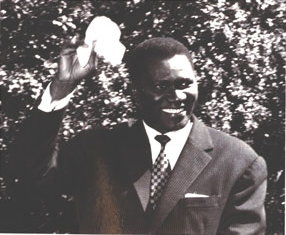
El líder independentista y presidente de Guinea Ahmed Sékou Touré.

La Operación Persil fue una operación encubierta de 1960 realizada por el gobierno francés de Charles de Gaulle, destinada a desestabilizar el gobierno post-independentista de Ahmed Sékou Touré  en Guinea debido al rechazo del presidente guineano al franco CFA y en represalia por su exitosa campaña por la independencia de Guinea.

## Contexto histórico
A pesar de haber declarado durante la campaña del referéndum que «Guinea prefiere la pobreza en libertad a la riqueza en esclavitud», lo que fue visto como un gran insulto en Francia, Touré intentó inicialmente mantener relaciones con Francia, manifestando su deseo de permanecer en la zona del franco y asegurándose empresas en Guinea de una continua apertura internacional a los importantes recursos minerales, agrícolas e hidroeléctricos de Guinea. Sin embargo, las relaciones entre la recién independizada Guinea y Francia se volvieron tensadas casi de inmediato. Los colonialistas franceses en Guinea se retiraron del país lo más rápido que pudieron, destruyendo toda la infraestructura que pudieron en represalia. The Washington Post informó que «como advertencia a otros territorios de habla francesa, los franceses se retiraron de Guinea durante un período de dos meses, llevándose todo lo que pudieron consigo. Desenroscaron bombillas, retiraron planos de tuberías de alcantarillado en Conakry, la capital, e incluso quemaron medicinas en lugar de dejárselas a los guineanos». Además, el gobierno francés dejó de pagar las pensiones de los soldados guineanos que habían luchado para Francia en la Segunda Guerra Mundial e intentó bloquear el acceso de Guinea a las Naciones Unidas.

## Historia
A principios de 1960, después de que los intentos de reparar las relaciones entre Francia y Guinea continuaran fracasando, especialmente en la cuestión monetaria, el gobierno guineano creó su propio banco central y lanzó una moneda independiente, el franco guineano, sacando a Guinea del radar del franco francés.
En respuesta, Jacques Foccart, principal asesor de Charles de Gaulle para asuntos africanos y cofundador de la milicia Service d'Action Civique, elaboró planes encubiertos para desestabilizar el gobierno de Touré, nombrándolos Operación Persil en honor a la popular marca de detergente Persil (cuyo la publicidad se jactaba de su capacidad para eliminar la suciedad). La operación se basaría en dos componentes: provocar el colapso económico y provocar insurgencias armadas contra el gobierno guineano.
La operación preveía que el Service de Documentation Extérieure et de Contre-Espionnage (SDECE), con sede en Senegal, creara grandes cantidades de francos guineanos falsificados para inundar el país y provocar hiperinflación y colapso económico, similar a la Operación Bernhard nazi. Como los billetes producidos en Francia demostraron ser más resistentes al clima húmedo de Guinea que los billetes oficiales producidos en Checoslovaquia, el gobierno francés pudo provocar una inestabilidad económica significativa.
Entre los planes del SDECE estaba armar a figuras de la oposición en Guinea y las organizaría como paramilitares que conducirían a una guerra civil y derrocarían al gobierno de Touré. Sin embargo, la operación sufrió varias filtraciones y pronto el guineano emitió numerosas quejas oficiales. Inicialmente, el gobierno francés ignoró esas quejas. Sin embargo, el 10 de mayo de 1960, la policía senegalesa confiscó un gran cargamento de armas con destino a Guinea, un cargamento de armas que había sido organizado por el gobierno francés en el marco de la Operación Persil. El gobierno senegalés, encabezado por el primer ministro Mamadou Dia y que había logrado la independencia de Francia un mes antes, inició una investigación oficial sobre el asunto y envió una queja oficial al gobierno francés. Esta vez, las noticias sobre las quejas encontraron una atención más generalizada en Francia, y la consiguiente vergüenza diplomática hizo que el gobierno francés abandonara la operación.
El fracaso final de la operación para derrocar al gobierno guineano resultó ser un impulso para las tendencias dictatoriales de Touré, que la utilizaron como excusa para reprimir a la oposición en Guinea y difundir propaganda de conspiraciones secretas destinadas a socavar la independencia de Guinea. La operación también afectó gravemente las ya tensas relaciones entre Francia y Guinea: de 1965 a 1975, Touré puso fin a todas las relaciones de su gobierno con Francia, la antigua potencia colonial.